# Toriko
Toriko (トリコ) là loạt manga được thực hiện bởi Shimabukuro Mitsutoshi. Tác phẩm đã đăng trên tạp chí Weekly Shōnen Jump từ ngày 19 tháng 5 năm 2008. Cốt truyện xoay quanh Toriko một thợ săn ẩm thực với sức mạnh phi thường cùng kiến thức rất rộng về thiên nhiên đang tìm kiếm những món ăn ngon nhất thế giới để thêm vào danh sách các món ăn trong bữa ăn để đời của mình. Đi cùng anh là Komatsu một đầu bếp yếu đuối nhưng rất giỏi nấu nướng đang muốn nâng cao tay nghề của mình với những nguyên liệu kỳ lạ hiếm gặp mà Toriko kiếm được. Trên con đường của mình thì nhiều khác có cùng chí hướng cũng đã gia nhập nhóm để cùng nhau đi thám hiểm những vùng nguy hiểm trên thế giới để tìm kiếm những nguyên liệu nấu ăn độc đáo từ các sinh vật nguy  hiểm cũng như chống lại các nhóm cạnh tranh khác.
Tác phẩm đã được chuyển thể thành nhiều loại hình truyền thông khác nhau như anime, trò chơi điện tử, tiểu thuyết... Toei Animation đã thực hiện bộ anime dài 147 tập và phát sóng thại Nhật Bản từ ngày 03 tháng 4 năm 2011 đến ngày 30 tháng 3 năm 2014 trên kênh Fuji TV. Ngoài ra còn có các phim anime cũng đã được thực hiện và công chiếu. Bandai Namco thì đảm nhận việc thực hiện các chuyển thể trò chơi điện tử của tác phẩm cho các hệ máy khác nhau.

## Tổng quan

### Nhân vật
toriko
coco
suny
zebra
ichiryu
jiro
midora Komatsu

## Truyền thông

### Manga
Loạt manga được thực hiện bởi Shimabukuro Mitsutoshi. Tác phẩm đã đăng trên tạp chí Weekly Shōnen Jump từ ngày 19 tháng 5 năm 2008. Các chương sau đó đã được tập hợp lại để phát hành thành các tankōbon, tính đến ngày 03 tháng 4 năm 2015 thì đã có 34 tập được phát hành. Viz Media đã đăng ký bản quyền phiên bản tiếng Anh để phát hành tại thị trường Bắc Mỹ, Madman Entertainment thì đăng ký tại Úc và New Zealand, Kaze đăng ký tại Pháp, Kazé Germany đăng ký tại Đức, Panini Comics đăng ký tại Brazil và Tong Li Publishing đăng ký tại Đài Loan.
Shimabukuro cũng đã hợp tác với Oda Eiichiro tác giả của One Piece để thực hiện một chương yomikiri kết hợp cả hai tác phẩm của họ có tựa One Piece x Toriko (ワンピース x トリコ) và đăng trên tạp chí Weekly Shōnen Jump vào ngày 04 tháng 4 năm 2011.
Một bộ ngoại truyện có tựa Gourmet Gakuen Toriko (グルメ学園トリコ) do Toshinori Takayama viết và Akitsugu Mizumoto minh họa.  Tác phẩm đã đăng trên tạp chí Saikyō Jump từ năm 2011. Cốt truyện được thực hiện theo dạng hài hước với các nhân vật của tác phẩm chính nhưng dưới dạng học sinh trung học tại một trường chuyên về ẩm thực. Các chương sau đó đã được tập hợp lại để phát hành thành các tankōbon, tính đến ngày 04 tháng 9 năm 2014 thì đã có 6 tập được phát hành.

### Phim anime
Chuyển thể phim anime ngắn có tựa giống với tác phẩm chính đã được Ufotable thực hiện với sự đạo diễn của Obunai Mitsuru để công chiếu trong sự kiện Jump Super Anime Tour 2009 vào ngày 12 tháng 10 năm 2009. Cốt truyện kể về chuyến đi săn một con Galala Gator cho một buổi tiệc theo hợp đồng của Toriko.
Một chuyển thể phim anime ngắn khác có tựa Toriko Barbarian Ivy wo Hokaku Seyo! (トリコ バーバリアンアイビーを捕獲せよ!) cũng được thực hiện, lần này là của hãng Toei Animation cho sự kiện Jump Super Anime Tour 2010 vào ngày 23 tháng 10 năm 2010.
Toei Animation cũng đã thực hiện một phim anime ngắn khác dưới dạng 3D có tựa Toriko 3D Kaimaku Gourmet Adventure!! (トリコ３Ｄ 開幕グルメアドベンチャー！！) để công chiếu cùng với phim anime 3D của One Piece là One Piece 3D Mugiwara Chase (ONE PIECE 3D 麦わらチェイス) từ ngày 19 tháng 3 năm 2011.
Phim anime với độ dài bình thường của loại này có tựa Gekijouban Toriko Bishokushin no Special Menu (劇場版トリコ 美食神の超食宝 (スペシャル・メニュー)) đã được Toei Animation thực hiện và công chiếu tại Nhật Bản vào ngày 27 tháng 7 năm 2013.

### Anime
Toei Animation đã thực hiện bộ anime dài 147 tập và phát sóng thại Nhật Bản từ ngày 03 tháng 4 năm 2011 đến ngày 30 tháng 3 năm 2014 trên kênh Fuji TV sau đó phát lại trên các kênh Akita Television, CS Fuji TV TWO, Ehime Broadcasting, Fukui TV, Kagoshima Television Station, Kansai Telecasting Corporation, Kochi Sun Sun Broadcasting, San-in Chuo Television Broadcasting, Toyama Television Broadcasting và TV Kumamoto. FUNimation Entertainment đã đăng ký bản quyền phiên bản tiếng Anh của bộ anime để tiến hành phân phối tại thị trường Bắc Mỹ, Kaze đăng ký tại Pháp ngoài ra Toei Animation cũng giữ quyền phân phối cho các chi nhánh của mình tại Philippines cùng các nước châu Mỹ Latin như Brazil và Chile.

### Tiểu thuyết
Jump j-Books đã phát hành chuyển thể tiểu thuyết của phim anime 3D với tựa Gekijiyouban Toriko Kaimaku Gourmet Adventure!! (劇場版 トリコ 開幕!グルメアドベンチャー!!) vào tháng 3 năm 2011.
Ngoài ra Murayama Isao cũng đã thực hiện một loạt các cuốn tiểu thuyết khác theo kế hoạch tiểu thuyết hoá các phần cốt truyện của tác phẩm dưới góc nhìn của nhân vật Komatsu về những chuyến phiêu lưu và Shueisha Mirai Bunko bắt đầu lo việc phát hành thẳng thành các bunkobon từ tháng 10 năm 2011.

### Trò chơi điện tử
Namco Bandai đã thực hiện chuyển thể trò chơi điện tử có tựa Toriko Gourmet Survival! (トリコ グルメサバイバル!) thuộc thể loại hành động cho hệ PlayStation Portable phát hành vào ngày 04 tháng 8 năm 2011. Cố truyện diễn ta trên đảo Megamori khi Toriko nhận hợp đồng thu thập các mẫu nguyên liệu, thịt... của các loài đang sống tại đó. Cách chơi khá giống với các trò chơi hành động khác là hạ quái vật và thu thập thịt (kinh nghiệm) để nâng cấp nhân vật thông qua các bữa ăn (hệ thống lên cấp).
Phiên bản nối tiếp của Namco Bandai có tựa Toriko Gourmet Survival! 2 (トリコ グルメサバイバル!2) có cốt truyện nối tiếp đã phát hành vào ngày 05 tháng 7 năm 2012 cũng cho hệ máy PlayStation Portable. Cách chơi giống với trò chơi trước cũng như Toriko tiếp tục thám hiểm hòn đảo Megamori nhưng không còn chiến đấu một mình mà có người đồng hành.
Một chuyển thể khác có tựa Toriko Gourmet Monsters! (トリコ グルメモンスターズ!) cũng do Namco Bandai thực hiện thuộc thể loại nhập vai cho hệ Nintendo 3DS đã phát hành vào ngày 13 tháng 12 năm 2012. Cốt truyện xoay quanh cuộc đấu thế giới diễn ra giữa các thợ săn ẩm thực với phần thưởng là một loại nguyên liệu hiếm để dùng cho bữa ăn để đời.
Chuyển thể thứ tư của Namco Bandai cho dòng trò chơi này có tựa Toriko Gourmet Battle! (トリコ グルメガバトル!) cũng thuộc thể loại nhập vai cho hệ máy Nintendo 3DS đã phát hành vào ngày 04 tháng 7 năm 2013. Cốt truyện xoay quanh cuộc đấu diễn ra trong mỗi 100 năm giữa các thợ săn ẩm thực với phần thưởng là một loại nguyên liệu cực kỳ hiếm để dùng cho bữa ăn để đời.
Chuyển thể thứ năm của Namco Bandai có tựa Toriko Ultimate Survival (トリコ アルティメットサバイバル) cũng thuộc thể loại nhập vai cho hệ máy Nintendo 3DS đã phát hành vào ngày 28 tháng 11 năm 2013. Cốt truyện lấy bối cảnh trên hòn đảo có thời tiết bốn mùa rõ rệt theo từng khu vực và bốn sinh vật hùng mạnh sống ở nơi này đang bắt đầu thức dậy, mọi tổ chức trên thế giới đều để ý đến sự kiện này và bắt đầu lao vào cuộc đua giành thịt của bốn sinh vật này.
Bandai cũng đã thực hiện một trò chơi nối mạng nhiều người dựa trên tác phẩm chính có tựa Toriko Bakushoku Gourmet Battle! (トリコ　爆食グルメバトル！), máy chủ của trò chơi được khỏi động vào tháng 9 năm 2011 và kết thúc vào ngày 18 tháng 4 năm 2014.

### Trò chơi
Một bộ thẻ bài dùng để sưu tập có tên Toriko Itadaki Master (トリコ イタダキマスター) đã được hãng Bandai bắt đầu tung ra thị trường thông qua các máy Data Carddass từ ngày 27 tháng 4 năm 2011. Các nhân vật được cập nhật đến ngày 06 tháng 6 năm 2013.
Một bộ thể khác có tên Toriko Bakukari Jean Gourmet!! (トリコ 爆狩ジャングルメ!!) cũng đã được hãng Bandai bắt đầu tung ra thị trường thông qua các máy Data Carddass từ ngày 06 tháng 6 năm 2013.
Các nhân vật trong Toriko cũng xuất hiện trong bộ thẻ bài tập hợp nhiều tựa tác phẩm của bandai là Miracle Battle Carddass (ミラクルバトルカードダス).
Một món đồ chơi điện tử cầm tay có tên Gourmet Stick Sensor (グルメスティックセンサー) đã được phát triển dựa trên tác phẩm và tung ra thị trường vào ngày 29 tháng 10 năm 2011. Món đồ chơi này có chức năng khá thú vị là có thể quét và phân tích đồ ăn.

### Âm nhạc
Tập anime năm 2009 có bài hát chủ đề là bài hát kết thúc có tên Sono Na wa Toriko! (その名はトリコ!) do Takashi Kondo trình bày. Đĩa đơn chứa bài hát đã phát hành vào ngày 21 tháng 4 năm 2010
| Sono Na wa Toriko! (その名はトリコ!) | Sono Na wa Toriko! (その名はトリコ!)                                     | Sono Na wa Toriko! (その名はトリコ!) |
| STT                                  | Nhan đề                                                                  | Thời lượng                           |
| ------------------------------------ | ------------------------------------------------------------------------ | ------------------------------------ |
| 1.                                   | "Sono Na wa Toriko! (その名はトリコ!)"                                   | 3:17                                 |
| 2.                                   | "Sono Na wa Toriko! (off vocal ver.) (その名はトリコ! (off vocal ver.))" | 3:15                                 |
| Tổng thời lượng:                     | Tổng thời lượng:                                                         | 06:32                                |

Tập anime 3D có bài hát chủ đề là bài hát kết thúc có tên The Sharing Song ~Toriko no Theme~ (The Sharing Song ～トリコのテーマ～) do Tokyo Ska Paradise Orchestra trình bày. Đĩa đơn chứa bài hát này cùng bài hát chủ đề của One Piece 3D đã phát hành vào ngày 26 tháng 3 năm 2011.
| Break into the Light ~Yakusoku no Boushi~/The Sharing Song ~Toriko no Theme~ (Break into the Light ～約束の帽子～/The Sharing Song ～トリコのテーマ～) | Break into the Light ~Yakusoku no Boushi~/The Sharing Song ~Toriko no Theme~ (Break into the Light ～約束の帽子～/The Sharing Song ～トリコのテーマ～) | Break into the Light ~Yakusoku no Boushi~/The Sharing Song ~Toriko no Theme~ (Break into the Light ～約束の帽子～/The Sharing Song ～トリコのテーマ～) |
| STT | Nhan đề | Thời lượng |
| --- | --- | --- |
| 1. | "Break into the Light ~Yakusoku no Boushi~ (Break into the Light ～約束の帽子～)"                                                                      | 3:40 |
| 2. | "The Sharing Song ~Toriko no Theme~ (The Sharing Song ～トリコのテーマ～)"                                                                             | 3:31 |
| Tổng thời lượng: | Tổng thời lượng: | 07:11 |

Bộ anime có 13 bài hát chủ đề, 2 mở đầu và 11 kết thúc. Bài hát mở đầu thứ hất có tên Guts Guts!! (ガツガツ!!) do Kushida Akira trình bày, đĩa đơn chứa bài hát đã phát hành vào ngày 01 tháng 6 năm 2011. Bài hát mở đầu thứ hai là bài Goushoku My Way!! (豪食マイウェイ!!) cũng do Kushida Akira trình bày, đĩa đơn chứa bài hát đã phát hành vào ngày 24 tháng 4 năm 2013.
Bài hát kết thúc thứ nhất có tên SATISFACTION do Ftisland trình bày dùng từ tập 1 đến 25, đĩa đơn của bài hát đã phát hành vào ngày 20 tháng 4 năm 2011 với ba phiên bản, hai giới hạn và một bình thường, hai phiên bản giới hạn có đính kèm đĩa chứa đoạn phim trình bày nhạc phẩm. Bài hát kết thúc thứ hai là bài DELI-DELI☆DELICIOUS do Sea☆A trình bày dùng từ tập 26 đến 38, đĩa đơn chứa bài hát đã phát hành vào ngày 23 tháng 11 năm 2011 với hai phiên bản giới hạn và bình thường, phiên bản giới hạn có đính kèm đĩa chứa đoạn phim trình bày nhạc phẩm. Bài hát kết thúc thứ ba có tên Sabrina (サブリナ) do Ieiri Leo trình bày dùng từ tập 39 đến 51, đĩa đơn chứa bài hát đã phát hành vào ngày 15 tháng 2 năm 2012 với hai phiên bản giới hạn và bình thường, phiên bản giới hạn có ít bản nhạc hơn nhưng đính kèm nhiều vật phẩm khác. Bài hát kết thúc thứ tư có tên Love Chase do Yamashita Tomohisa trình bày dùng từ tập 52 đến 62, đĩa đơn chứa bài hát đã phát hành vào ngày 04 tháng 7 năm 2012 với ba phiên bản giới hạn và bình thường, hai phiên bản giới hạn có đính kèm đĩa chứa đoạn phim trình bày nhạc phẩm còn bản bình thường có thêm một bản nhạc. Bài hát kết thúc thứ năm là bài Samba de Toriko!!! (サンバ de トリコ!!!) do Hyadain trình bày dùng từ tập 63 đến 75, đĩa đơn chứa bài hát đã phát hành vào ngày 08 tháng 8 năm 2012 với hai phiên bản giới hạn và bình thường, phiên bản giới hạn có đính kèm đĩa chứa đoạn phim trình bày nhạc phẩm. Bài hát kết thúc thứ 6 là bài Lovely Fruit do Mizuki Nana trình bày dùng từ tập 76 đến 87, bài hát đã phát hành chung với album chứa các bài hát khác của ca sĩ vào ngày 12 tháng 12 năm 2012. Bài hát kết thúc thứ 7 là bài Niji (虹) do JUN SKY WALKER(S) trình bày dùng từ tập 88 đến 98, đĩa đơn chứa bài hát đã phát hành vào ngày 30 tháng 1 năm 2013. Bài hát kết thúc thứ 8 là bài Akai Kutsu (赤い靴) do Salley trình bày dùng từ tập 99 đến 111, đĩa đơn chứa bài hát đã phát hành vào ngày 29 tháng 5 năm 2013 với ba phiên bản, hai giới hạn và một bình thường, một phiên bản giới hạn đính kèm địa chứa đoạn phim trình bày nhạc phẩm và một đính kèm nhiều sản phẩm khác. Bài hát kết thúc thứ 9 là bài Tautology (トートロジー) do The Dresscodes trình bày dùng từ tập 112 đến 123, đĩa đơn chứa bài hát đã phát hành vào ngày 14 tháng 8 năm 2013 với ba phiên bản hai giới hạn và một bình thường, một phiên bản giới hạn đính kèm đĩa chứa đoạn phim trình bày nhạc phẩm và một thêm một bản nhạc. Hai bài hát kết thúc cuối là bài Believe in Yourself! do palet trình bày dùng từ tập 124 đến 135 và bài Mega Raba (メガラバ) do Yokoyama Rurika trình bày dùng từ tập 136 đến 147, hai đĩa đơn đã phát hành vào ngày 20 tháng 11 năm 2013 và ngày 05 tháng 2 năm 2014, cả hai đĩa đơn này đều có 4 phiên bản.
Album chứa một phần các bản nhạc của bộ anime này đã phát hành vào ngày 03 tháng 8 năm 2011. Các album chứa các bản nhạc khác của bộ anime cũng đã được lên kế hoạch phát hành nhưng vì lý do nào đó chúng đã bị hủy.
| Guts Guts!! (ガツガツ!!) | Guts Guts!! (ガツガツ!!)                                              | Guts Guts!! (ガツガツ!!) |
| STT                      | Nhan đề                                                               | Thời lượng               |
| ------------------------ | --------------------------------------------------------------------- | ------------------------ |
| 1.                       | "Guts Guts!! (ガツガツ!!)"                                            | 3:44                     |
| 2.                       | "Ai... King (愛...KING)"                                              | 3:58                     |
| 3.                       | "Guts Guts!! (Original・Karaoke) (ガツガツ!! (オリジナル・カラオケ))" | 3:44                     |
| 4.                       | "Ai... King (Original・Karaoke) (愛...KING (オリジナル・カラオケ))"   | 3:56                     |
| Tổng thời lượng:         | Tổng thời lượng:                                                      | 15:23                    |

| Goushoku My Way!! (豪食マイウェイ!!) | Goushoku My Way!! (豪食マイウェイ!!)                                                | Goushoku My Way!! (豪食マイウェイ!!) |
| STT                                  | Nhan đề                                                                             | Thời lượng                           |
| ------------------------------------ | ----------------------------------------------------------------------------------- | ------------------------------------ |
| 1.                                   | "Goushoku My Way!! (豪食マイウェイ!!)"                                              | 4:06                                 |
| 2.                                   | "Soredake de II (それだけでいい)"                                                   | 4:53                                 |
| 3.                                   | "Goushoku My Way!! <Original・Karaoke> (豪食マイウェイ!! ＜オリジナル・カラオケ＞)" | 4:05                                 |
| 4.                                   | "Soredake de II <Original・Karaoke> (それだけでいい ＜オリジナル・カラオケ＞)"      | 4:51                                 |
| Tổng thời lượng:                     | Tổng thời lượng:                                                                    | 17:56                                |

| SATISFACTION     | SATISFACTION                  | SATISFACTION |
| STT              | Nhan đề                       | Thời lượng   |
| ---------------- | ----------------------------- | ------------ |
| 1.               | "SATISFACTION"                | 4:08         |
| 2.               | "Friends"                     | 3:14         |
| 3.               | "I want"                      | 3:47         |
| 4.               | "SATISFACTION (INSTRUMENTAL)" | 4:05         |
| Tổng thời lượng: | Tổng thời lượng:              | 15:16        |

| DELI-DELI☆DELICIOUS | DELI-DELI☆DELICIOUS                                                  | DELI-DELI☆DELICIOUS |
| STT                 | Nhan đề                                                              | Thời lượng          |
| ------------------- | -------------------------------------------------------------------- | ------------------- |
| 1.                  | "DELI-DELI☆DELICIOUS"                                                | 4:43                |
| 2.                  | "Ding Dong Ding"                                                     | 4:02                |
| 3.                  | "RENAI CIRCULATION (恋愛サーキュレーション)"                         | 4:38                |
| 4.                  | "DELI-DELI☆DELICIOUS (Off Vocal)"                                    | 4:42                |
| 5.                  | "Ding Dong Ding (Off Vocal)"                                         | 4:02                |
| 6.                  | "RENAI CIRCULATION (Off Vocal) (恋愛サーキュレーション (Off Vocal))" | 4:38                |
| Tổng thời lượng:    | Tổng thời lượng:                                                     | 26:48               |

| Sabrina (サブリナ) | Sabrina (サブリナ)                                 | Sabrina (サブリナ) |
| STT                | Nhan đề                                            | Thời lượng         |
| ------------------ | -------------------------------------------------- | ------------------ |
| 1.                 | "Sabrina (サブリナ)"                               | 3:38               |
| 2.                 | "Sabrina (Instrumental) (サブリナ (Instrumental))" | 3:34               |
| Tổng thời lượng:   | Tổng thời lượng:                                   | 07:13              |

| Sabrina (サブリナ) | Sabrina (サブリナ)                                 | Sabrina (サブリナ) |
| STT                | Nhan đề                                            | Thời lượng         |
| ------------------ | -------------------------------------------------- | ------------------ |
| 1.                 | "Sabrina (サブリナ)"                               | 3:38               |
| 2.                 | "ripe"                                             | 4:14               |
| 3.                 | "Sabrina (instrumental) (サブリナ (instrumental))" | 3:37               |
| 4.                 | "ripe (instrumental)"                              | 4:11               |
| Tổng thời lượng:   | Tổng thời lượng:                                   | 15:41              |

| LOVE CHASE       | LOVE CHASE                      | LOVE CHASE |
| STT              | Nhan đề                         | Thời lượng |
| ---------------- | ------------------------------- | ---------- |
| 1.               | "LOVE CHASE"                    | 3:30       |
| 2.               | "Inside,Outside"                | 3:36       |
| 3.               | "LOVE CHASE (Instrumental)"     | 3:30       |
| 4.               | "Inside,Outside (Instrumental)" | 3:32       |
| Tổng thời lượng: | Tổng thời lượng:                | 14:09      |

| LOVE CHASE       | LOVE CHASE                                  | LOVE CHASE |
| STT              | Nhan đề                                     | Thời lượng |
| ---------------- | ------------------------------------------- | ---------- |
| 1.               | "LOVE CHASE"                                | 3:30       |
| 2.               | "Inside,Outside"                            | 3:35       |
| 3.               | "Kimi to Kaze to Mikazuki (君と風と三日月)" | 4:06       |
| 4.               | "LOVE CHASE (Instrumental)"                 | 3:30       |
| 5.               | "Inside,Outside (Instrumental)"             | 3:32       |
| Tổng thời lượng: | Tổng thời lượng:                            | 18:15      |

| Samba de Toriko!!! (サンバ de トリコ!!!) | Samba de Toriko!!! (サンバ de トリコ!!!)                                              | Samba de Toriko!!! (サンバ de トリコ!!!) |
| STT                                      | Nhan đề                                                                               | Thời lượng                               |
| ---------------------------------------- | ------------------------------------------------------------------------------------- | ---------------------------------------- |
| 1.                                       | "Samba de Toriko!!! (サンバ de トリコ!!!)"                                            | 3:41                                     |
| 2.                                       | "Kimi to Chuukosha to Radio Show (キミと中古車とラジオショウ)"                        | 4:28                                     |
| 3.                                       | "Hamigaki (はみがき)"                                                                 | 4:19                                     |
| 4.                                       | "Samba de Toriko!!!(Off Vocal) (サンバ de トリコ!!! (OFF VOCAL))"                     | 3:41                                     |
| 5.                                       | "Kimi to Chuukosha to Radio Show(Off Vocal) (キミと中古車とラジオショウ (OFF VOCAL))" | 4:28                                     |
| 6.                                       | "Hamigaki (Off Vocal) (はみがき (OFF VOCAL))"                                         | 4:15                                     |
| Tổng thời lượng:                         | Tổng thời lượng:                                                                      | 24:54                                    |

| ROCKBOUND NEIGHBORS | ROCKBOUND NEIGHBORS                        | ROCKBOUND NEIGHBORS |
| STT                 | Nhan đề                                    | Thời lượng          |
| ------------------- | ------------------------------------------ | ------------------- |
| 1.                  | "Avalon no Oukan (アヴァロンの王冠)"       | 5:10                |
| 2.                  | "Naked Soldier"                            | 3:44                |
| 3.                  | "Get my drift?"                            | 3:15                |
| 4.                  | "Lovely Fruit"                             | 3:50                |
| 5.                  | "Darling Plastic (ダーリンプラスティック)" | 4:27                |
| 6.                  | "BRIGHT STREAM"                            | 4:11                |
| 7.                  | "Hoshikuzu Symphony (星屑シンフォニー)"    | 4:19                |
| 8.                  | "LINKAGE"                                  | 4:27                |
| 9.                  | "STAR ROAD"                                | 4:35                |
| 10.                 | "Synchrogazer -Aufwachen Form-"            | 5:21                |
| 11.                 | "Crescent Child"                           | 4:10                |
| 12.                 | "Kiseki no Melodia (奇跡のメロディア)"     | 4:11                |
| 13.                 | "METRO BAROQUE"                            | 4:32                |
| 14.                 | "Happy☆Go-Round!"                          | 4:13                |
| 15.                 | "Sacred Force -Extended Mix-"              | 4:26                |
| 16.                 | "Yakusoku (約束)"                          | 4:59                |
| Tổng thời lượng:    | Tổng thời lượng:                           | 1:09:58             |

| Niji (虹)        | Niji (虹)                                                                                | Niji (虹)  |
| STT              | Nhan đề                                                                                  | Thời lượng |
| ---------------- | ---------------------------------------------------------------------------------------- | ---------- |
| 1.               | "Niji (虹)"                                                                              | 4:51       |
| 2.               | "Niji (Instrumental) (虹 (Instrumental))"                                                | 4:52       |
| 3.               | "Niji ("Toriko" ending theme version) (虹 (「トリコ」エンディング・テーマ・バージョン))" | 1:02       |
| Tổng thời lượng: | Tổng thời lượng:                                                                         | 10:46      |

| Akai Kutsu (赤い靴) | Akai Kutsu (赤い靴)                                 | Akai Kutsu (赤い靴) |
| STT                 | Nhan đề                                             | Thời lượng          |
| ------------------- | --------------------------------------------------- | ------------------- |
| 1.                  | "Akai Kutsu (赤い靴)"                               | 5:14                |
| 2.                  | "call"                                              | 4:40                |
| 3.                  | "Down by the Salley Gardens"                        | 3:52                |
| 4.                  | "Akai Kutsu (instrumental) (赤い靴 (instrumental))" | 5:12                |
| Tổng thời lượng:    | Tổng thời lượng:                                    | 19:00               |

| Akai Kutsu (赤い靴) | Akai Kutsu (赤い靴)                                 | Akai Kutsu (赤い靴) |
| STT                 | Nhan đề                                             | Thời lượng          |
| ------------------- | --------------------------------------------------- | ------------------- |
| 1.                  | "Akai Kutsu (赤い靴)"                               | 5:17                |
| 2.                  | "Akai Kutsu (instrumental) (赤い靴 (instrumental))" | 5:12                |
| Tổng thời lượng:    | Tổng thời lượng:                                    | 10:30               |

| Tautology (トートロジー) | Tautology (トートロジー)                                                              | Tautology (トートロジー) |
| STT                      | Nhan đề                                                                               | Thời lượng               |
| ------------------------ | ------------------------------------------------------------------------------------- | ------------------------ |
| 1.                       | "Tautology (トートロジー)"                                                            | 4:33                     |
| 2.                       | "Folk Song Line(Peter Pan To Haizanhei) (フォークソングライン(ピーターパンと敗残兵))" | 4:28                     |
| 3.                       | "Zombie"                                                                              | 4:36                     |
| Tổng thời lượng:         | Tổng thời lượng:                                                                      | 13:38                    |

| Tautology (トートロジー) | Tautology (トートロジー)                                                              | Tautology (トートロジー) |
| STT                      | Nhan đề                                                                               | Thời lượng               |
| ------------------------ | ------------------------------------------------------------------------------------- | ------------------------ |
| 1.                       | "Tautology (トートロジー)"                                                            | 4:33                     |
| 2.                       | "Folk Song Line(Peter Pan To Haizanhei) (フォークソングライン(ピーターパンと敗残兵))" | 4:28                     |
| 3.                       | "Zombie"                                                                              | 4:41                     |
| 4.                       | "Tautology (Toriko ver.) (トートロジー (トリコver.))"                                 | 0:59                     |
| Tổng thời lượng:         | Tổng thời lượng:                                                                      | 14:43                    |

| Believe in Yourself! | Believe in Yourself!                    | Believe in Yourself! |
| STT                  | Nhan đề                                 | Thời lượng           |
| -------------------- | --------------------------------------- | -------------------- |
| 1.                   | "Believe in Yourself!"                  | 4:05                 |
| 2.                   | "LOVE WINTER MEMORIES"                  | 4:48                 |
| 3.                   | "Believe in Yourself! (off vocal ver.)" | 4:03                 |
| 4.                   | "LOVE WINTER MEMORIES (off vocal ver.)" | 4:43                 |
| Tổng thời lượng:     | Tổng thời lượng:                        | 17:41                |

| Mega Raba (メガラバ) | Mega Raba (メガラバ)                                 | Mega Raba (メガラバ) |
| STT                  | Nhan đề                                              | Thời lượng           |
| -------------------- | ---------------------------------------------------- | -------------------- |
| 1.                   | "Mega Raba (メガラバ)"                               | 3:37                 |
| 2.                   | "Merry-go-round"                                     | 3:59                 |
| 3.                   | "Mega Raba (Instrumental) (メガラバ (Instrumental))" | 3:37                 |
| 4.                   | "Merry-go-round (Instrumental)"                      | 3:59                 |
| Tổng thời lượng:     | Tổng thời lượng:                                     | 15:13                |

| Mega Raba (メガラバ) | Mega Raba (メガラバ)                                         | Mega Raba (メガラバ) |
| STT                  | Nhan đề                                                      | Thời lượng           |
| -------------------- | ------------------------------------------------------------ | -------------------- |
| 1.                   | "Mega Raba (メガラバ)"                                       | 3:37                 |
| 2.                   | "Ryoute Hirogete (両手広げて)"                               | 4:27                 |
| 3.                   | "Mega Raba (Instrumental) (メガラバ (Instrumental))"         | 3:37                 |
| 4.                   | "Ryoute Hirogete (Instrumental) (両手広げて (Instrumental))" | 4:26                 |
| Tổng thời lượng:     | Tổng thời lượng:                                             | 16:08                |

| Mega Raba (メガラバ) | Mega Raba (メガラバ)                                         | Mega Raba (メガラバ) |
| STT                  | Nhan đề                                                      | Thời lượng           |
| -------------------- | ------------------------------------------------------------ | -------------------- |
| 1.                   | "Mega Raba (メガラバ)"                                       | 3:37                 |
| 2.                   | "Merry-go-round"                                             | 3:59                 |
| 3.                   | "Ryoute Hirogete (両手広げて)"                               | 4:27                 |
| 4.                   | "Mega Raba (Instrumental) (メガラバ (Instrumental))"         | 3:37                 |
| 5.                   | "Merry-go-round (Instrumental)"                              | 3:59                 |
| 6.                   | "Ryoute Hirogete (Instrumental) (両手広げて (Instrumental))" | 4:26                 |
| Tổng thời lượng:     | Tổng thời lượng:                                             | 24:07                |

| Mega Raba (メガラバ) | Mega Raba (メガラバ)                                 | Mega Raba (メガラバ) |
| STT                  | Nhan đề                                              | Thời lượng           |
| -------------------- | ---------------------------------------------------- | -------------------- |
| 1.                   | "Mega Raba (メガラバ)"                               | 3:37                 |
| 2.                   | "Mega Raba (TV MIX) (メガラバ (TV MIX))"             | 1:00                 |
| 3.                   | "Mega Raba (Instrumental) (メガラバ (Instrumental))" | 3:37                 |
| Tổng thời lượng:     | Tổng thời lượng:                                     | 08:15                |

| Toriko Original Soundtrack 1 (トリコ オリジナル・サウンドトラック 1) | Toriko Original Soundtrack 1 (トリコ オリジナル・サウンドトラック 1)                      | Toriko Original Soundtrack 1 (トリコ オリジナル・サウンドトラック 1) |
| STT                                                                  | Nhan đề                                                                                   | Thời lượng                                                           |
| -------------------------------------------------------------------- | ----------------------------------------------------------------------------------------- | -------------------------------------------------------------------- |
| 1.                                                                   | "Gourmet Jidai (グルメ時代)"                                                              | 1:46                                                                 |
| 2.                                                                   | "Guts Guts!! (TV Version) (Opening theme) (ガツガツ!! (TVサイズ) (オープニング・テーマ))" | 1:29                                                                 |
| 3.                                                                   | "Daichi no Kodou (大地の鼓動)"                                                            | 1:37                                                                 |
| 4.                                                                   | "Densetsu no Bishokuya Toriko!! (伝説の美食屋 トリコ!!)"                                  | 1:59                                                                 |
| 5.                                                                   | "Utsukushiki Bishokuya Sunny!! (美しき美食屋 サニー!!)"                                   | 2:12                                                                 |
| 6.                                                                   | "Kare no na ha Toriko (彼の名はトリコ)"                                                   | 0:59                                                                 |
| 7.                                                                   | "Ketsui ha Kataku (決意は固く)"                                                           | 1:45                                                                 |
| 8.                                                                   | "Kugi Punch! (釘パンチ!)"                                                                 | 0:46                                                                 |
| 9.                                                                   | "Shuurai (襲来)"                                                                          | 1:48                                                                 |
| 10.                                                                  | "Shitou (死闘)"                                                                           | 2:56                                                                 |
| 11.                                                                  | "Yasei no Kyoufu (野生の恐怖)"                                                            | 2:37                                                                 |
| 12.                                                                  | "Kemono no Nioi (獣のにおい)"                                                             | 2:03                                                                 |
| 13.                                                                  | "Doku wo Ayatsuru Bishokuya Coco!! (毒を操る美食屋 ココ!!)"                               | 2:05                                                                 |
| 14.                                                                  | "Yochou (予兆)"                                                                           | 2:04                                                                 |
| 15.                                                                  | "Fork!Knife!! (フォーク!ナイフ!!)"                                                        | 0:44                                                                 |
| 16.                                                                  | "Kyoui (脅威)"                                                                            | 1:58                                                                 |
| 17.                                                                  | "Yami no Soshiki Bishokukai (闇の組織 美食會)"                                            | 2:22                                                                 |
| 18.                                                                  | "Densetsu (伝説)"                                                                         | 2:12                                                                 |
| 19.                                                                  | "Daichi no Megumi (大地の恵み)"                                                           | 2:34                                                                 |
| 20.                                                                  | "Kokusai Gourmet Kikan (国際グルメ機関)"                                                  | 1:51                                                                 |
| 21.                                                                  | "Tousou Honnou (闘争本能)"                                                                | 2:03                                                                 |
| 22.                                                                  | "Zettai Zetsumei Dai Pinch!! (絶体絶命大ピンチ!!)"                                        | 1:46                                                                 |
| 23.                                                                  | "Kokoro no Itami (心の痛み)"                                                              | 3:01                                                                 |
| 24.                                                                  | "Senritsu no Kairai (戦慄の傀儡)"                                                         | 1:43                                                                 |
| 25.                                                                  | "Senjin (戦塵)"                                                                           | 2:36                                                                 |
| 26.                                                                  | "Guts Guts!! (Koufuku Bajon!!) (ガツガツ!! (幸福バージョン!!))"                           | 1:51                                                                 |
| 27.                                                                  | "Itoshiki Mono (愛しきもの)"                                                              | 2:26                                                                 |
| 28.                                                                  | "Kaeri Michi (帰り道)"                                                                    | 1:49                                                                 |
| 29.                                                                  | "Seijaku no Yoru (静寂の夜)"                                                              | 2:56                                                                 |
| 30.                                                                  | "Subete no Shokuzai ni Kansha wo Komete (すべての食材に感謝を込めて)"                     | 2:00                                                                 |
| Tổng thời lượng:                                                     | Tổng thời lượng:                                                                          | 1:00:13                                                              |

Bài hát chủ để của phim anime Gekijouban Toriko Bishokushin no Special Menu là bài hát kết thúc có tên Shiawase Theory (シアワセオリー) do nhóm Ftisland trình bày, đĩa đơn chứa bài hát đã phát hành vào ngày 24 tháng 7 năm 2013, với ba phiên bản, hai giới hạn và một bình thường, hai phiên bản giới hạn có đính kèm đĩa chứa các đoạn phim trình bày các nhạc phẩm khác nhau, tất cả các phiên bản đều có một bản nhạc khác nhau. Album chứa các bản nhạc của phim anime cũng đã phát hành vào ngày 24 tháng 7 năm 2013.
| Shiawase Theory (シアワセオリー) | Shiawase Theory (シアワセオリー)   | Shiawase Theory (シアワセオリー) |
| STT                              | Nhan đề                            | Thời lượng                       |
| -------------------------------- | ---------------------------------- | -------------------------------- |
| 1.                               | "Shiawase Theory (シアワセオリー)" | 4:08                             |
| 2.                               | "EYES ON ME"                       | 3:41                             |
| 3.                               | "Rainy Day"                        | 3:53                             |
| 4.                               | "EYES ON ME (Instrumental)"        | 3:39                             |
| Tổng thời lượng:                 | Tổng thời lượng:                   | 15:23                            |

| Shiawase Theory (シアワセオリー) | Shiawase Theory (シアワセオリー)   | Shiawase Theory (シアワセオリー) |
| STT                              | Nhan đề                            | Thời lượng                       |
| -------------------------------- | ---------------------------------- | -------------------------------- |
| 1.                               | "Shiawase Theory (シアワセオリー)" | 4:08                             |
| 2.                               | "EYES ON ME"                       | 3:41                             |
| 3.                               | "Rainy Day"                        | 3:53                             |
| 4.                               | "Rainy Day (Instrumental)"         | 3:50                             |
| Tổng thời lượng:                 | Tổng thời lượng:                   | 15:33                            |

| Shiawase Theory (シアワセオリー) | Shiawase Theory (シアワセオリー)                                 | Shiawase Theory (シアワセオリー) |
| STT                              | Nhan đề                                                          | Thời lượng                       |
| -------------------------------- | ---------------------------------------------------------------- | -------------------------------- |
| 1.                               | "Shiawase Theory (シアワセオリー)"                               | 4:08                             |
| 2.                               | "EYES ON ME"                                                     | 3:41                             |
| 3.                               | "Rainy Day"                                                      | 3:53                             |
| 4.                               | "Shiawase Theory (Instrumental) (シアワセオリー (Instrumental))" | 4:06                             |
| Tổng thời lượng:                 | Tổng thời lượng:                                                 | 15:50                            |

| Gekijouban Toriko Bishokushin no Special Menu Original Soundtrack (劇場版トリコ 美食神の超食宝 オリジナルサウンドトラック) | Gekijouban Toriko Bishokushin no Special Menu Original Soundtrack (劇場版トリコ 美食神の超食宝 オリジナルサウンドトラック) | Gekijouban Toriko Bishokushin no Special Menu Original Soundtrack (劇場版トリコ 美食神の超食宝 オリジナルサウンドトラック) |
| STT | Nhan đề | Thời lượng |
| --- | --- | --- |
| 1. | "Prologue (プロローグ)" | 1:09 |
| 2. | "Goushoku My Way!! (豪食マイウェイ!! -劇場版ー)"                                                                           | 1:26 |
| 3. | "Sweets Land (スウィーツランド)"                                                                                           | 1:05 |
| 4. | "Hishou? Bouken no Hajimari (飛翔?冒険のはじまり)"                                                                         | 2:57 |
| 5. | "Soudai Naru Akashia no Kitchen (壮大なるアカシアのキッチン)"                                                              | 1:20 |
| 6. | "Ore ha Zonge da! (おれはゾンゲだ!)"                                                                                       | 0:54 |
| 7. | "Bishokushin no Iseki (美食神の遺跡)"                                                                                      | 1:27 |
| 8. | "Girimu no Chousen (ギリムの挑戦)"                                                                                         | 3:27 |
| 9. | "Ayame no Theme (あやめのテーマ)"                                                                                          | 1:10 |
| 10. | "Omoide no Hors D`oeuvre (思い出のオードブル)"                                                                             | 1:03 |
| 11. | "Kiki Semaru (危機せまる)"                                                                                                 | 1:13 |
| 12. | "Dairansen (大乱戦)" | 2:36 |
| 13. | "Toriko Hangeki (トリコ反撃)"                                                                                              | 0:49 |
| 14. | "Girimu no Kako (ギリムの過去)"                                                                                            | 0:43 |
| 15. | "Toriko Kusen (トリコ苦戦)"                                                                                                | 1:42 |
| 16. | "Girimu Tsuyoshi (ギリム強し)"                                                                                             | 0:42 |
| 17. | "Majuu Fukkatsu (魔獣復活)"                                                                                                | 2:13 |
| 18. | "Bishoku Shitennou Shuuketsu! (美食四天王集結!)"                                                                           | 1:10 |
| 19. | "GT Robo Geigeki (GTロボ迎撃)"                                                                                             | 1:49 |
| 20. | "Daimajuu Endloss (大魔獣エンドロス)"                                                                                      | 2:20 |
| 21. | "Shitennou Gattai Waza (四天王合体技)"                                                                                     | 1:24 |
| 22. | "Majuu wo Kurau Girimu (魔獣を食らうギリム)"                                                                               | 2:27 |
| 23. | "Super Girimu no Kyoui (スーパーギリムの脅威)"                                                                             | 2:42 |
| 24. | "Komatsu to Ayame no Omoi (小松とあやめの想い)"                                                                            | 0:47 |
| 25. | "Super Toriko Mezameru (スーパートリコ目覚める)"                                                                           | 3:12 |
| 26. | "Shouri no Hyaku Ren Kugi Punch (勝利の100連釘パンチ)"                                                                     | 2:02 |
| 27. | "Ayame no Kanashimi (あやめの悲しみ)"                                                                                      | 0:59 |
| 28. | "Yomigaeru Omoide (よみがえる思い出)"                                                                                      | 1:09 |
| 29. | "Aratana Inochi no Tabidachi (新たな命の旅立ち)"                                                                           | 1:53 |
| 30. | "Kyuukyoku no Recipe (究極のレシピ)"                                                                                       | 1:46 |
| 31. | "Acacia no Special Menu (アカシアのスペシャルメニュー)"                                                                    | 3:38 |
| 32. | "Epilogue? Michi Naru Aji wo Motomete (エピローグ?未知なる味を求めて)"                                                     | 2:50 |
| Tổng thời lượng: | Tổng thời lượng: | 56:20 |

Các bài hát do các nhân vật trình bày cũng đã được phát hành với sáu đĩa đơn cùng một album.
| Toriko Character Collection 1 (トリコ キャラクターコレクション 1) | Toriko Character Collection 1 (トリコ キャラクターコレクション 1) | Toriko Character Collection 1 (トリコ キャラクターコレクション 1) |
| STT                                                               | Nhan đề                                                           | Thời lượng                                                        |
| ----------------------------------------------------------------- | ----------------------------------------------------------------- | ----------------------------------------------------------------- |
| 1.                                                                | "Guts Guts!! (TV size) (ガツガツ!! (TVサイズ))"                   | 1:29                                                              |
| 2.                                                                | "Poison teller"                                                   | 4:08                                                              |
| 3.                                                                | "Chef!! (シェフ!!)"                                               | 3:57                                                              |
| 4.                                                                | "Gourmet Telexistence Robot"                                      | 4:44                                                              |
| Tổng thời lượng:                                                  | Tổng thời lượng:                                                  | 14:20                                                             |

| Toriko Character Collection 2 (トリコ キャラクターコレクション2) | Toriko Character Collection 2 (トリコ キャラクターコレクション2) | Toriko Character Collection 2 (トリコ キャラクターコレクション2) |
| STT                                                              | Nhan đề                                                          | Thời lượng                                                       |
| ---------------------------------------------------------------- | ---------------------------------------------------------------- | ---------------------------------------------------------------- |
| 1.                                                               | "Guts Guts!! (TV size) (ガツガツ!! (TVサイズ))"                  | 1:30                                                             |
| 2.                                                               | "Ari En Hodo Beauty (あり得んほどビューティー)"                  | 4:23                                                             |
| 3.                                                               | "1 Gram Dake no Miracle (1グラムだけのMIRACLE)"                  | 3:39                                                             |
| 4.                                                               | "Masshiroki Honoo (真白き炎)"                                    | 3:04                                                             |
| Tổng thời lượng:                                                 | Tổng thời lượng:                                                 | 12:37                                                            |

| Toriko Character Collection 3 (トリコ キャラクターコレクション 3) | Toriko Character Collection 3 (トリコ キャラクターコレクション 3) | Toriko Character Collection 3 (トリコ キャラクターコレクション 3) |
| STT                                                               | Nhan đề                                                           | Thời lượng                                                        |
| ----------------------------------------------------------------- | ----------------------------------------------------------------- | ----------------------------------------------------------------- |
| 1.                                                                | "Guts Guts!! (TV size) (ガツガツ!! (TVサイズ))"                   | 1:30                                                              |
| 2.                                                                | "Fight and Eat!!"                                                 | 4:54                                                              |
| 3.                                                                | "Ring Ring"                                                       | 4:44                                                              |
| 4.                                                                | "The predator"                                                    | 4:46                                                              |
| Tổng thời lượng:                                                  | Tổng thời lượng:                                                  | 15:55                                                             |

| Toriko Character Collection 4 (トリコ キャラクターコレクション 4) | Toriko Character Collection 4 (トリコ キャラクターコレクション 4) | Toriko Character Collection 4 (トリコ キャラクターコレクション 4) |
| STT                                                               | Nhan đề                                                           | Thời lượng                                                        |
| ----------------------------------------------------------------- | ----------------------------------------------------------------- | ----------------------------------------------------------------- |
| 1.                                                                | "Guts Guts!! (TV size) (ガツガツ!! (TVサイズ))"                   | 1:30                                                              |
| 2.                                                                | "Zebra!! (ゼブラ!!)"                                              | 4:38                                                              |
| 3.                                                                | "Let's Cooking!!"                                                 | 4:21                                                              |
| 4.                                                                | "Brand-New Legend"                                                | 4:38                                                              |
| Tổng thời lượng:                                                  | Tổng thời lượng:                                                  | 15:08                                                             |

| Toriko Character Songs (トリコ キャラクターソングス) | Toriko Character Songs (トリコ キャラクターソングス) | Toriko Character Songs (トリコ キャラクターソングス) |
| STT                                                  | Nhan đề                                              | Thời lượng                                           |
| ---------------------------------------------------- | ---------------------------------------------------- | ---------------------------------------------------- |
| 1.                                                   | "Fight and Eat!!"                                    | 4:54                                                 |
| 2.                                                   | "Poison teller (Album Ver.)"                         | 4:10                                                 |
| 3.                                                   | "Arienhodo Beauty (あり得んほどビューティー)"        | 4:23                                                 |
| 4.                                                   | "Chef!! (シェフ!!)"                                  | 3:57                                                 |
| 5.                                                   | "Masshiroki Honoo (真白き炎)"                        | 3:05                                                 |
| 6.                                                   | "Ai... King (愛...KING)"                             | 3:58                                                 |
| 7.                                                   | "Ring Ring"                                          | 4:44                                                 |
| 8.                                                   | "Gourmet Telexistence Robot"                         | 4:40                                                 |
| 9.                                                   | "The predator"                                       | 4:47                                                 |
| 10.                                                  | "1 Gram Dake no Miracle (1グラムだけのMIRACLE)"      | 3:37                                                 |
| 11.                                                  | "Guts Guts!! (ガツガツ!!)"                           | 3:42                                                 |
| Tổng thời lượng:                                     | Tổng thời lượng:                                     | 46:03                                                |

| Nakamatachi!! (ナカマタチ!!) | Nakamatachi!! (ナカマタチ!!)                                             | Nakamatachi!! (ナカマタチ!!) |
| STT                          | Nhan đề                                                                  | Thời lượng                   |
| ---------------------------- | ------------------------------------------------------------------------ | ---------------------------- |
| 1.                           | "Nakamatachi!! (ナカマタチ!!)"                                           | 4:27                         |
| 2.                           | "Guts Guts!! (Hyper Remix Ver.) (ガツガツ!! (Hyper Remix Ver.))"         | 4:31                         |
| 3.                           | "Guts Guts!! (ガツガツ!!)"                                               | 3:44                         |
| 4.                           | "Nakamatachi!! (Original Karaoke) (ナカマタチ!! (オリジナル・カラオケ))" | 4:26                         |
| Tổng thời lượng:             | Tổng thời lượng:                                                         | 17:10                        |

## Đón nhận
Loạt manga đã phát hành và đưa ra thị trường khoảng hơn 18 triệu bản tại Nhật Bản tính đến ngày 01 tháng 11 năm 2013. Còn hãng Bandai Namco thì nói rằng thương hiệu Toriko có thể đem về 25,6 triệu $ cho các sản phẩm ăn theo như đồ chơi trong năm tài chính 2012.
Lisa Pattillo của Anime News Network đã đánh giá tác phẩm là "Quăng ngay một câu truyện hành động kịch tích với đề tài về ẩm thực vào", bà đã so sánh thiết kế của Toriko với các nhân vật từ Dragon Ball với Hokuto no Ken và nói rằng nó có thể không phù hợp với một số người. Joseph Luster tại tờ Otaku USA đã nhận xét tác phẩm là "Bữa tiệc thịnh soạn cho những người đam mê quái vật" và khó có thể nói rằng "Cốt truyện được thực hiện một cách tùy biến hay đã được lên kế hoạch tỉ mỉ" và nó hấp dẫn ở chỗ "Cách áp dụng rất ăn ý giữa phong cách thường thấy của thể loại shonen với một thế giới kỳ lạ đến kỳ dị" tuy nhiên ông cũng nói rằng tác phẩm đi theo công thức chung của thể loại shonen là các sinh vật luôn xuất hiện ngày càng mạnh hơn để chiến đấu. Deb Aoki tại About.com thì khen ngợi thiết kế các quái vật của tác phẩm cũng như cách giải thích cặn kẽ kiến thức khoa học về thực phẩm trong tác phẩm nhưng hơi "quá đà" khi thể hiện chúng qua nghệ thuật.